# Amphicyclotulus liratus
Amphicyclotulus liratus é uma espécie de gastrópode  da família Neocyclotidae.
É endémica de Martinica.